# Karel Ullrich
Karel Ullrich, uváděn též Karel Ulrich nebo Karel Ulrych (31. prosince 1802 Benešov – 2. února 1879 Benešov), byl rakouský a český lékař a politik, v 2. polovině 19. století poslanec Českého zemského sněmu a starosta Benešova.

## Biografie
Pocházel z Benešova. Jeho rod se původně nazýval Vondřichovi. Studoval gymnázium v Benešově a Českých Budějovicích. Absolvoval Karlo-Ferdinandovu univerzitu v Praze. Od roku 1836 byl lékařem ve Vídni, od roku 1838 působil v Benešově. Zde se zapojil do veřejného života. V roce 1844 se stal městským radním a roku 1846 i purkmistrem (starostou Benešova). V roce 1848 se starostenské funkce vzdal, ovšem v roce 1858 se do ní opět vrátil. Starostou pak byl až do své smrti roku 1879. Město mu roku 1870 udělilo čestné občanství.
V 70. letech 19. století se zapojil i do zemské politiky. V doplňovacích volbách roku 1873 byl zvolen na Český zemský sněm za městskou kurii (obvod Jílové – Vyšehrad – Benešov – Černý Kostelec). V rámci tehdejší politiky české pasivní rezistence ale křeslo nepřevzal, byl pro absenci zbaven mandátu a následně opět zvolen doplňovacích volbách roku 1874, roku 1875, 1876 a 1877. Mandát obhájil za týž obvod i v řádných zemských volbách v roce 1878. Patřil k staročeské straně (Národní strana).
Zemřel 2. února 1879 a byl pohřben na Starém městském hřbitově v Benešově.